# Nespereira (Cinfães)
Nespereira ist eine Gemeinde (Freguesia) im portugiesischen Kreis Cinfães. In ihr leben 1695 Einwohner (Stand 19. April 2021).